# Casa Saraceni

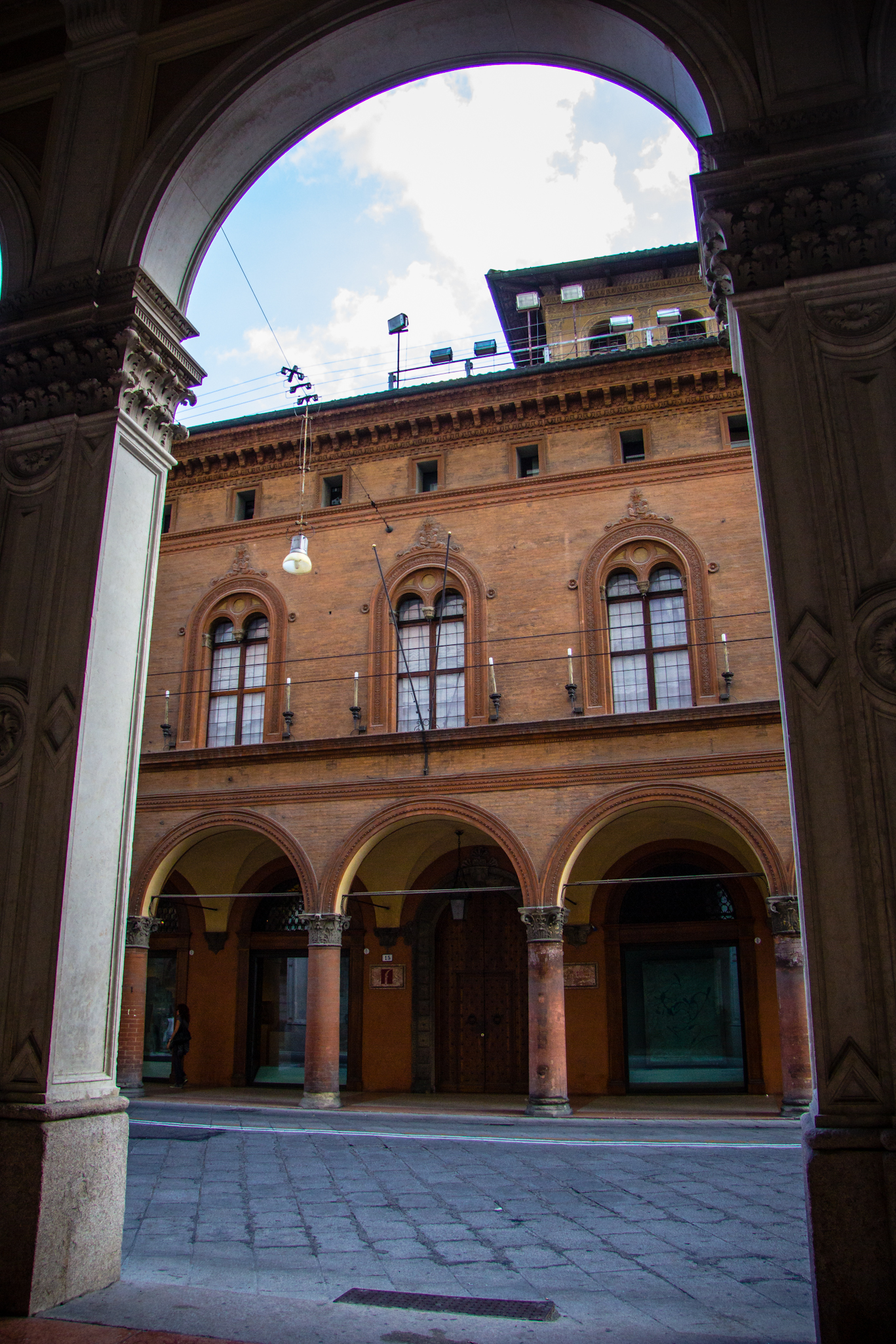
Innenhof des Casa Saraceni

Das Casa Saraceni ist ein Palast im Zentrum von Bologna in der italienischen Region Emilia-Romagna. Das Gebäude liegt in der Via Farini 15.

## Geschichte
Die Basis des heutigen Palastes entstand auf den Resten eines Hauses, das im 13. Jahrhundert der Adelsfamilie der Clarissimi gehörte. Eine Steintafel am Vicolo San Damiano erzählt die Geschichte.
Das Gebäude entstand Anfang des 16. Jahrhunderts im Auftrag des Senators Antonio Saraceni (1468–1502).
In dem Palast wohnten zwei Botschafter des Papstes Julius II.
Seit 1930 ist das Gebäude der Sitz der Fondazione Cassa di Risparmio (dt.: Stiftung der Sparkasse) und wurde 2001 restauriert. Heute finden im Erdgeschoss Kunstausstellungen und kulturelle Veranstaltungen statt.

## Beschreibung
Das Casa Saraceni gilt als eines der Renaissancegebäude von großem Interesse in Bologna. Die Architektur folgt einer streng rhythmischen Ordnung, bei der die Verzierungen in Terrakotta an Fenstern und Gesims eine wichtige Rolle spielen. Die Struktur der Fassade begründete so eine feste Tradition Bologneser Architektur mit der innovativen Formensprache von Florenz.
1933 brachte Roberto Franzoni etliche Verzierungen an dem Palast in Stile der Neurenaissance an.